# (1475) Yalta
(1475) Yalta es un asteroide perteneciente al cinturón de asteroides descubierto el 21 de septiembre de 1935 por Pelagueya Fiodórovna Shain desde el observatorio de Simeiz en Crimea.
Está nombrado por Yalta, ciudad de la península de Crimea.